# Yaroslava Mahuchij
Yaroslava Mahuchij (en ucraniano: Ярослава Магучіх, Dnipropetrovsk, 19 de septiembre de 2001) es una deportista ucraniana que compite en atletismo, especialista en el salto de altura. Posee desde 2024 la plusmarca mundial de su especialidad.
Participó en dos Juegos Olímpicos de Verano, obteniendo dos medallas, bronce en Tokio 2020 y oro en París 2024, en la prueba de salto de altura. En los Juegos Europeos de Cracovia 2023 consiguió una medalla de oro en su especialidad.
Ganó tres medallas en el Campeonato Mundial de Atletismo entre los años 2019 y 2023, y tres medallas en el Campeonato Mundial de Atletismo en Pista Cubierta entre los años 2022 y 2025.
Además, obtuvo dos medallas de oro en el Campeonato Europeo de Atletismo, en los años 2022 y 2024, y tres medallas de oro en el Campeonato Europeo de Atletismo en Pista Cubierta entre los años 2021 y 2025.

## Trayectoria deportiva
Consiguió su primer título internacional en 2017, cuando ganó el oro en el Campeonato Mundial Sub-18. En 2018 consiguió su título juvenil más importante, la medalla de oro en los Juegos Olímpicos de la Juventud de Buenos Aires.
En 2019 ganó la primera prueba de la Liga de Diamante, celebrada en Doha, y la medalla de plata en el Campeonato Mundial de Doha. En los Juegos Olímpicos de Tokio 2020 obtuvo la medalla de bronce en el salto de altura, siendo superada por la rusa Mariya Lasitskene y la australiana Nicola McDermott.
En 2022 se coronó campeona en el Mundial en Pista Cubierta y en el Europeo, en 2023 venció en los Juegos Europeos de 2023 y en 2024 ganó el oro en el Campeonato Europeo.
En julio de 2024 estableció un nuevo récord mundial con un salto de 2,10 m en la reunión de la Liga de Diamante disputada en París.
En los Juegos Olímpicos de París 2024 se coronó campeona olímpica al ganar la final con una marca de 2,00 m, por delante de la australiana Nicola Olyslagers (medalla de plata) y de Eleanor Patterson y Iryna Herashchenko, empatadas en el tercer lugar.
En 2021 fue nombrada miembro de tercera clase de la Orden de la Princesa Olga, siendo ascendida a segunda clase en 2023 y a primera clase en 2024.

## Palmarés internacional
| Juegos Olímpicos                     | Juegos Olímpicos         | Juegos Olímpicos  | Juegos Olímpicos |
| Año                                  | Lugar                    | Medalla           | Prueba           |
| ------------------------------------ | ------------------------ | ----------------- | ---------------- |
| 2020                                 | Tokio (Japón)            | Medalla de bronce | Salto de altura  |
| 2024                                 | París (Francia)          | Medalla de oro    | Salto de altura  |
| Campeonato Mundial                   |                          |                   |                  |
| Año                                  | Lugar                    | Medalla           | Prueba           |
| 2019                                 | Doha (Catar)             | Medalla de plata  | Salto de altura  |
| 2022                                 | Eugene (Estados Unidos)  | Medalla de plata  | Salto de altura  |
| 2023                                 | Budapest (Hungría)       | Medalla de oro    | Salto de altura  |
| Campeonato Mundial en Pista Cubierta |                          |                   |                  |
| Año                                  | Lugar                    | Medalla           | Prueba           |
| 2022                                 | Belgrado (Serbia)        | Medalla de oro    | Salto de altura  |
| 2024                                 | Glasgow (Reino Unido)    | Medalla de plata  | Salto de altura  |
| 2025                                 | Nankín (China)           | Medalla de bronce | Salto de altura  |
| Juegos Europeos                      |                          |                   |                  |
| Año                                  | Lugar                    | Medalla           | Prueba           |
| 2023                                 | Chorzów (Polonia)        | Medalla de oro    | Salto de altura  |
| Campeonato Europeo                   |                          |                   |                  |
| Año                                  | Lugar                    | Medalla           | Prueba           |
| 2022                                 | Múnich (Alemania)        | Medalla de oro    | Salto de altura  |
| 2024                                 | Roma (Italia)            | Medalla de oro    | Salto de altura  |
| Campeonato Europeo en Pista Cubierta |                          |                   |                  |
| Año                                  | Lugar                    | Medalla           | Prueba           |
| 2021                                 | Toruń (Polonia)          | Medalla de oro    | Salto de altura  |
| 2023                                 | Estambul (Turquía)       | Medalla de oro    | Salto de altura  |
| 2025                                 | Apeldoorn (Países Bajos) | Medalla de oro    | Salto de altura  |